# Franz Wilhelm Beidler
Franz Wilhelm Beidler, född 16 oktober 1901 i Bayreuth, död 3 augusti 1981 i Zürich, var en schweizisk publicist. Han var son till dirigenten Franz Beidler (1872–1930) och Isolde Wagner, den första "naturliga" dottern till Richard Wagner och blev känd som den "första sonsonen" till kompositören Richard Wagner och Cosima Wagner (dotter till Franz Liszt).

## Biografi
Från 1906 och framåt befann sig paret Beidler i en bitter familjekonflikt med Cosima Wagner, som kulminerade i en rättegång 1913 där Isolde Beidler nekades rätten att betraktas som Wagners dotter, eftersom Cosima Wagners första äktenskap med Hans von Bülow ännu inte hade upplösts vid tiden för hennes födelse. Samtidigt förlorade Franz Wilhelm Beidler ställningen som Wagners äldsta barnbarn. Isolde hävdade att Franz Wilhelm var Wagners första barnbarn, men Cosima utsåg sonen Siegfried Wagner till den ende legitime sonen och arvtagaren till att vårda arvet efter Richard Wagner. Enligt Cosima föddes det första "lagliga" barnbarnet inte förrän 1917 i och med Siegfrieds son Wieland Wagner.
Isolde dog 1919 och Franz Wilhelm gifte sig 1925 med Ellen Gottschalk, som var av judisk härkomst. Tillsammans fick de dottern Dagny Ricarda Beidler (född 1942). Efter att ha tagit examen från gymnasiet i Coburg studerade han 1922-1927 statsvetenskap och juridik vid universiteten i Würzburg och Berlin. 1927 försvarade han sin doktorsavhandling "Kampen om tulltaxan i riksdagen 1902. Om den tyska parlamentarismens historia" (tyska: Der Kampf um den Zolltarif im Reichstag, 1902. Ein Beitrag zur Geschichte des deutschen Parlamentarismus; publicerad 1929). År 1929 tilldelades han en doktorsgrad. Han arbetade sedan för musikläraren och kulturpolitikern Leo Kestenberg vid det preussiska ministeriet för vetenskap, konst och nationell utbildning. Han förkastade entydigt nationalsocialismen och stödde Weimarrepublikens socialistiska rörelser. Han ogillade starkt att morbrodern Siegfrieds änka Winifred hade gjort Bayreuth till ett tempel för Nazismen och Adolf Hitler.
Efter Hitlers maktövertagande emigrerade han först till Paris och sedan till Zürich, där han tillhörde Thomas Manns vänkrets. Beidler blev generalsekreterare för det schweiziska författarförbundet 1943 och förblev det i över 29 år. Han publicerade ett stort antal essäer (bland annat i Neue Zürcher Zeitung) om Richard Wagner, som han alltid såg som en socialrevolutionär poet och kompositör. Han arbetade i årtionden med sitt huvudverk, en biografi över sin mormor Cosima Wagner, som han anklagade för en "förändring i tendensen" i Richard Wagners verk. Biografin Cosima Wagner-Liszt, Vägen till Wagnermyten publicerades 1997 av Dieter Borchmeyer.

### Efter andra världskriget
Efter kriget talade Beidler öppet om Bayreuths "gemensamma ansvar" för nationalsocialismens framväxt:
"Om nationalsocialismen över huvud taget innehåller en ideologi, en attityd, så är det i skrämmande hög grad Bayreuths inställning."
År 1946 blev han inbjuden av staden Bayreuth att ställa upp som kandidat för att leda i Bayreuthfestspelen. Efter att han under en kort tid hade utnämnts till chef för Festspelen utvecklade han 1947 "riktlinjer" för dess omformning och föreslog en stiftelse med Thomas Mann som hedersordförande och som styrelseledamöter Ernest Newman, Alfred Einstein, Arnold Schönberg, Paul Hindemith och Arthur Honegger. Förslaget mottogs väl eftersom den bayerska regeringen ville "städa upp" det nationalsocialistiska förflutna, men Festivalen övergick i händerna på kusinerna Wieland och Wolfgang. Franz Wilhelm Beidler besökte aldrig mer Festspelen i Bayreuth och dog i Zürich 1981.

## Skrifter i urval
- Der Kampf um den Zolltarif im Reichstag 1902. Ein Beitrag zur Geschichte des deutschen Parlamentarismus. Frankenstein & Wagner, Leipzig 1929 (Diss. Berlin).
- Wagner als Idee. In: Melos. Bd. 12 (1933, 2), S. 39–43.
- Cosima Wagner-Liszt, Der Weg zum Wagner-Mythos. Ausgewählte Schriften des ersten Wagner-Enkels und sein unveröffentlichter Briefwechsel mit Thomas Mann. Hrsg. von Dieter Borchmeyer. Pendragon, Bielefeld 1997, ISBN 3-923306-86-5.